# Archaeorhizomyces
Els arqueorrizomicets (Archaeorhizomycetes) són una classe de fongs ascomicots  (Ascomycota) amb un sol ordre, Archaeorhizomycetales, una sola família, Archaeorhizomycetaceae i un sol gènere Archaeorhizomyces, amb dues espècies descrites.
Són membres del "Soil Clone Group 1"; són fongs filamentosos de vida subterrània descoberts l'any 2011. El seu nom deriva del grec i significa "antics fongs de les arrels". Es considera que té centenars d'espècies, que són molt comunes i que la seva distribució és cosmopolita. S'han trobat en diferents ecosistemes com les pinedes de Suècia, herbassars de Califòrnia i boscos tropicals plujosos de Costa Rica i Austràlia.

## Característiques
A diferència dels llevats són fongs amb miceli. La mida comuna és 3-5 µm però n'hi ha fins a 10-15 µm. Creixen lentament en el laboratori.

## Descobriment
El descobriment es va publicar en el número del 12 d'agost de 2011 de la revista Science. Un equip de la Universitat d'Uppsala a Suècia ja feia 12 anys que agafava mostres de les arrels de les plantes fent recerca sobre les micorrizes (fongs simbiòtics). D'un cultiu de fongs de Nyänget prop d'Umeå es va aïllar una espècie, Archaeorhizomyces finlayi, de la punta de l'arrel d'un pi que estava colonitzat per micorriza.
També han col·laborat en la recerca d'aquesta nova classe de fongs personal de la Universitat de Michigan, Imperial College de Londres i la Universitat d'Aberdeen a Escòcia.